# Zenatitalen
De Zenatitalen is een talengroep met 12 (schatting SIL) talen en dialecten gesproken in Noord-Afrika; Algerije, Libië, Marokko en Tunesië. Deze talengroep die naar de Zenata Berbers verwijst is een deel van de noordelijke talengroep van de Amazighishe talenfamilie. Elke subgroep in deze lijst bevat individuele talen.
Oost Zenati talen
- Ghadamès  (Libië)
- Nafusi, Zuwara (Libië)
- Sened (Tunesië)

Ghomara
- Ghomara (Marokko)

Mzab-Wargla talen
- Taznatit (Algerije)
- Tumzabt (Algerije)
- Tagargrent (Algerije)
- Temacine (Algerije)

Rif talen
- Tarifit (Marokko)
- Senhaja de Srair (Marokko)

Shawiya
- Tachawit (Algerije)
- Tachenouit (Algerije)
- Beni Snouss (Algerije)

Tidikelt
- Tidikelt (Algerije)